# Neillsville (Wisconsin)
Neillsville település az Amerikai Egyesült Államok Wisconsin államában, Clark megyében, melynek megyeszékhelye is. Lakosainak száma 2384 fő (2020. április 1.).

## Népesség
A település népességének változása:

| 2010 | 2 463 |
| 2020 | 2 384 |